# Aceratium muellerianum
Aceratium muellerianum är en tvåhjärtbladig växtart som beskrevs av Schlechter. Aceratium muellerianum ingår i släktet Aceratium och familjen Elaeocarpaceae. Inga underarter finns listade i Catalogue of Life.